# Hathiyahi
Hathiyahi – gaun wikas samiti w środkowej części Nepalu  w strefie Narajani w dystrykcie Rautahat. Według nepalskiego spisu powszechnego z 2001 roku liczył on 681 gospodarstw domowych i 4276 mieszkańców (2064 kobiet i 2212 mężczyzn).